# Трёхлучевой
Трёхлучевой — остров архипелага Земля Франца-Иосифа. Административно относится к Приморскому району Архангельской области России.
Расположен в восточной части архипелага, у побережья острова Греэм-Белл, отделён от него песчаной отмелью.
Остров свободен ото льда, на севере острова небольшой снежник, территория на юге покрыта песками, в западной части невысокие скалы. Имеет треугольную форму длиной около 3 километров. Название острова связано с его треугольной формой.